# Don Berrinche
Don Berrinche fue una serie de historietas creada por José Peñarroya para diversas revistas de Editorial Bruguera a partir de 1948.

## Trayectoria editorial
Ya antes de la Guerra Civil, Jaime Tomás había creado Hazañas del tío Chinche y su sobrino Berrinche para la revista "Mickey", que puede considerarse un precedente de esta serie.
En 1948, Peñarroya creó "Don Berrinche" para "El Campeón", apareciendo ocasionalmente en "Pulgarcito", hasta encontrar acomodo definitivo en "El DDT contra las penas" a partir de 1951. Durante un tiempo, lo emparejó con Gordito Relleno.
El aumento de la censura a partir de 1954 afectó gravemente a la serie, que quedó convertida en Brrr. ¡Cómo está el deporte!, por "Don Berrinche", repórter diplomado y malhumorado. Cuando Don Berrinche reapareció en mayo de 1962 había perdido ya todo su carácter transgresor, y su garrote se había convertido en un bastón.

## Características
Don Berrinche suele compararse con Doña Urraca, dado que comparten una serie de similitudes:
- La voluntad de destrucción, en lugar de la simple corrosión familiar de las Hermanas Gilda, doña Tula o Zipi y Zape.[5]
- Su escasa vinculación con un período histórico concreto, al igual que otros personajes que son encarnación de una idea.[5]

A diferencia de Doña Urraca, Don Berrinche nunca fue un marginado, estando su maldad justificada por una amargura derivada de la impotencia.

## Argumento
Don Berrinche es un señor irascible, siempre dispuesto a atizar con su garrote al que se cruce en su camino.

## Valoración
El historiador Juan Antonio Ramírez la considera, en origen, una de las mejores series de Peñarroya, gracias a su inventiva gráfica, con profusión de símbolos cinéticos, y lingüística. En este último sentido, Don Berrinche es uno de los personajes del tebeo clásico español con mayor creatividad en sus exclamaciones.

Fascículo de T. Moix para Dolça Catalunya, de la Ed. Mateu: dos viñetas de Un experimento de radiestesia (episodio de La familia Ulises), y Carpanta, D. Berrinche, Gordito Relleno, D.ª Benita con D. Pío y Luisito, y Doña Urraca.